# Goberischken
Goberischken, 1938 bis 1945: Gobern, litauisch Gobriškiai, ist ein verlassener Ort im Rajon Krasnosnamensk der russischen Oblast Kaliningrad.
Die Ortsstelle befindet sich zwei Kilometer westlich von Kutusowo (Schirwindt) an dem kleinen Fluss Polewaja (dt. Opelis, 1938 bis 1945: Niederfließ) nahe der Regionalstraße 27A-012 (ex R 509).

## Geschichte

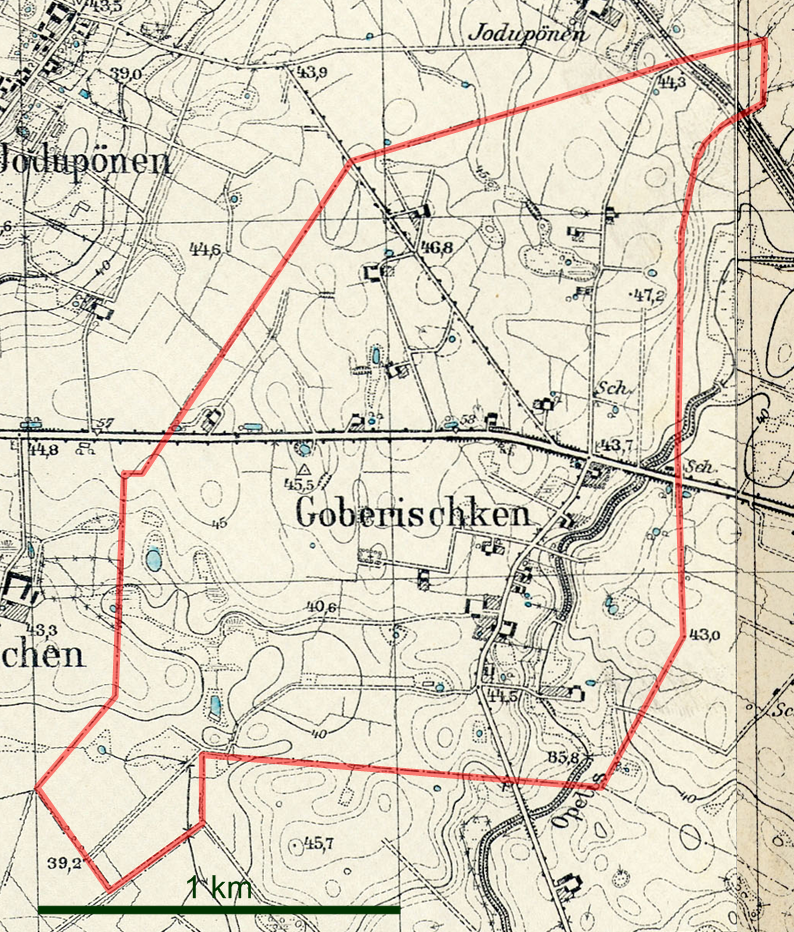
Die Gemeinde Goberischken auf einem Messtischblatt von 1937

Der spätestens seit 1740 erwähnte Ort wurde zunächst mit Paschälxnen bezeichnet. Um 1780 war Paszalxnen oder Gobrischken ein Schatull-kölmisches Dorf. 1874 wurde die Landgemeinde Goberischken in den neu gebildeten Amtsbezirk Schirwindt im Kreis Pillkallen eingegliedert. 1938 wurde Goberischken in Gobern umbenannt. 1945 kam der Ort in Folge des Zweiten Weltkrieges mit dem nördlichen Ostpreußen zur Sowjetunion. Einen russischen Namen erhielt er nicht mehr.

### Einwohnerentwicklung
| Jahr | Einwohner |
| ---- | --------- |
| 1867 | 109       |
| 1871 | 94        |
| 1885 | 110       |
| 1905 | 92        |
| 1910 | 103       |
| 1933 | 104       |
| 1939 | 97        |

## Kirche
Goberischken/Gobern gehörte zum evangelischen Kirchspiel Schirwindt.